# Leucothrinax morrisii
Leucothrinax morrisii ist die einzige Art der Pflanzengattung Leucothrinax innerhalb der Familie Palmengewächse (Arecaceae). Sie kommt in Florida und auf karibischen Inseln vor. In der Karibik zählt sie zu den häufig als Zierpflanze kultivierten Palmenarten.

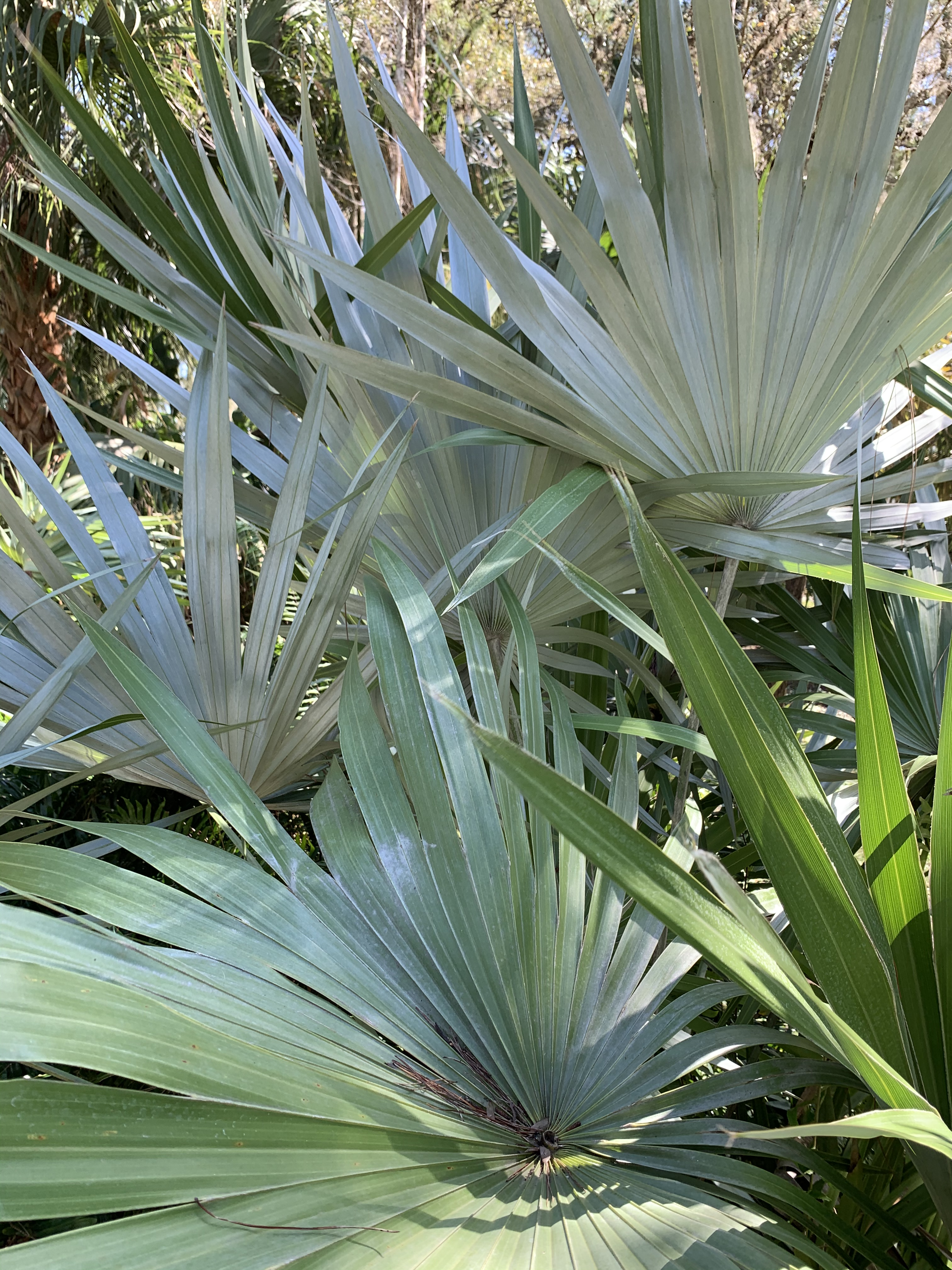
Blattoberseite und -unterseite

## Beschreibung

### Vegetative Merkmale
Leucothrinax morrisii bildet nur einen Stamm. Der Stamm ist bis zu 11 Meter hoch und kann einen Durchmesser von bis zu 35 Zentimetern erreichen. Sie ist eine unbewehrte Fächerpalme.
Die Blätter sind induplicat (V-förmig) gefaltet. Der Blattstiel reißt basal mit netzartigen Fasern auf. Er ist meist länger als die Blattspreite. Die Blattunterseite von Blattstiel und -spreite ist mit weißlichen Wachsschuppen besetzt. Hastula und die Hochblätter im Blütenstand sind mit seidigen, weißen, hinfälligen Schuppen besetzt.

### Generative Merkmale
Der Blütenstand ist gebogen und länger als die Blätter. Die immer zwittrigen Blüten sind sitzend oder stehen an unter 1 Millimeter langen Stielen.
Die Früchte sind weiß und kugelig. Das Endosperm ist homogen.
Die Chromosomenzahl beträgt 2n = 36.

## Vorkommen
Leucothrinax morrisii kommt in Florida, auf den Bahamas, Kuba, Puerto Rico, Hispaniola und den westlichen Inseln der Kleinen Antillen vor.
Leucothrinax morrisii wächst im Korallensand und auf Sandstein in der Nähe der Küsten.

## Systematik
Die Erstbeschreibung erfolgte 1892 durch Wendland unter dem Namen (Basionym) Thrinax morrisii H.Wendl. in Gardeners' Chronicle, Serie 3, Band 11, S. 104. Benannt ist sie nach ihrem Entdecker Morris. Molekulargenetische Studien zeigten jedoch, dass sie nicht näher mit den anderen Arten der Gattung Thrinax verwandt ist. Daher wurde sie 2008 unter dem Namen Leucothrinax morrisii (H.Wendl.) C.Lewis & Zona durch Carl E. Lewis und Scott Zona mit: Leucothrinax morrisii, a New Name for a Familiar Caribbean Palm. In: Palms, Band 52, 2008, S. 84–88 in die neue Gattung Leucothrinax (H.Wendl.) C.Lewis & Zona gestellt. Der Gattungsname Leucothrinax setzt sich aus dem altgriechischen Wort leukos für „weiß“ und dem Gattungsnamen Thrinax zusammen, der Gattung, der sie morphologisch am meisten ähnelt. Weiß bezieht sich auf die weißen Wachsschuppen auf jungen Blättern, jungen Blütenständen und den Blattunterseiten, die den Arten der Gattungen Hemithrinax und Thrinax fehlen.
Leucothrinax morrisii (H.Wendl.) C.Lewis & Zona ist die einzige Art der Gattung Leucothrinax C.Lewis & Zona. Die Gattung Leucothrinax gehört zur Tribus Cryosophileae in der Unterfamilie Coryphoideae innerhalb der Familie Arecaceae. Ihre Schwestergruppe ist möglicherweise Hemithrinax.

## Belege
- John Dransfield, Natalie W. Uhl, Conny B. Asmussen, William J. Baker, Madeline M. Harley, Carl E. Lewis: Genera Palmarum. The Evolution and Classification of Palms. Zweite Auflage, Royal Botanic Gardens, Kew 2008, ISBN 978-1-84246-182-2, S. 230–232.